# Eishockey-Regionalliga 1977/78
Die Eishockey-Regionalliga wurde in der Saison 1977/78 wie im Vorjahr in den drei regionalen Ligen – der Regionalliga Nord, West und Süd – ausgespielt.
Deutscher Regionalliga-Meister wurde TuS Geretsried aus der Regionalliga Süd. Neben Geretsried stiegen aus der Regionalliga West der GSV Moers und ebenfalls aus der RL Süd der EV Bad Wörishofen in die drittklassige Oberliga auf.

## Regionalliga Nord

### Modus und Teilnehmer
Der SC Altenau hatte seine Mannschaft vor der Saison zurückgezogen. Der EC Nordhorn und der Bielefelder RSC wurden in die Regionalliga West umgruppiert. Mit Neugründungen kamen die Teams aus Wedemark und Hamburg dazu. Die sieben teilnehmenden Mannschaften spielten eine Einfachrunde. Der Sieger war Meister der Regionalliga Nord und für die Teilnahme an der deutschen Regionalligameisterschaft, sowie der Aufstiegsrunde zur Oberliga Nord qualifiziert.
- Altonaer SV
- FASS Berlin
- EG Wedding Berlin
- HTSV Bremen
- RSC Bremerhaven 1b
- SC Condor Hamburg (Neugründung)
- ESC Wedemark (Neugründung)

### Tabelle
|    | Mannschaft            | Sp   | S  | U | N | Tore   | Diff. | Pkte |
| -- | --------------------- | ---- | -- | - | - | ------ | ----- | ---- |
| 1. | ESC Wedemark (N)      | 12   | 12 | 0 | 0 | 105:41 | +64   | 24   |
| 2. | FASS Berlin (M)       | 12   | 8  | 1 | 3 | 70:42  | +28   | 17   |
| 3. | SC Condor Hamburg (N) | 11 1 | 5  | 2 | 4 | 54:52  | +2    | 12   |
| 4. | EG Wedding Berlin     | 11 1 | 4  | 1 | 6 | 63:76  | −14   | 9    |
| 5. | Altonaer SV           | 12   | 4  | 0 | 8 | 51:73  | −22   | 8    |
| 6. | HTSV Bremen           | 12   | 3  | 1 | 8 | 49:84  | −35   | 7    |
| 7. | RSC Bremerhaven 1b    | 12   | 2  | 1 | 9 | 55:79  | −24   | 5    |

Abkürzungen: Sp = Spiele, S = Siege, U = Unentschieden, N = Niederlagen, (M) = Meister der Vorsaison, (N) = Neuling/Aufsteiger 
Meister RL-Nord, Qualifikation für Regionalligameisterschaft und Qualifikationsrunde zur Oberliga Nord

1 Ein Spiel wurde nicht ausgetragen.
Die Aufsteiger des ESC Wedemark konnten sich den Titel in der Regionalliga Nord gleich im ersten Spieljahr der Eishockeyabteilung sichern.

## Regionalliga West

### Modus und Teilnehmer
Der WSV Braunlage und ERC Ludwigshafen waren in die Oberliga aufgestiegen. Der Berliner SC hatte seine 1b-Mannschaft vor Saisonbeginn zurückgezogen. Aus der Gruppe Nord wurden Bielefeld und Nordhorn nach in die Regionalliga West umgruppiert. Die neugegründete ESG Kassel komplettierte das Teilnehmerfeld. Wie in der Saison zuvor spielten die sechs Teilnehmer eine Einfachrunde. Der Sieger war Meister der Regionalliga West und für die Teilnahme an der deutschen Regionalligameisterschaft, sowie der Aufstiegsrunde zur Oberliga Nord qualifiziert.
- Bielefelder RSC (neu aus der RL Nord)
- EC Nordhorn (neu aus der RL Nord)
- VERC Lauterbach
- GSV Moers
- HC Zweibrücken
- ESG Kassel (Neugründung)

### Tabelle
|    | Mannschaft        | Sp | S | U | N | Tore  | Diff. | Pkte |
| -- | ----------------- | -- | - | - | - | ----- | ----- | ---- |
| 1. | GSV Moers         | 10 | 9 | 0 | 1 | 95:27 | +68   | 18   |
| 2. | VERC Lauterbach   | 10 | 8 | 0 | 2 | 64:34 | +30   | 16   |
| 3. | HC Zweibrücken    | 10 | 5 | 1 | 4 | 55:47 | +8    | 11   |
| 4. | EC Nordhorn (N)   | 10 | 2 | 2 | 6 | 32:79 | −47   | 6    |
| 5. | ESG Kassel (N)    | 10 | 2 | 1 | 7 | 33:62 | −29   | 5    |
| 6. | RSC Bielefeld (N) | 10 | 2 | 0 | 8 | 42:72 | −30   | 0    |

Abkürzungen: Sp = Spiele, S = Siege, U = Unentschieden, N = Niederlagen, (M) = Meister der Vorsaison, (N) = Neuling/Aufsteiger 
Meister RL-Nord, Qualifikation für Regionalligameisterschaft und Qualifikationsrunde zur Oberliga Nord Teilnehmer Qualifikationsrunde zur Oberliga Nord
Der GSV Moers koonnte seine erste und bisher einzige Regionalliga-West Meisterschaft feiern.

## Qualifikationsrunde zur Oberliga Nord
Neben den drei Regionalligisten nahmen die vier schlechtesten Teams der Oberliga Nord – wobei der Neusser SC und der Berliner FC Preussen verzichteten – an der Qualifikationsrunde teil. Beide Mannschaften standen somit vorzeitig als Absteiger fest. Gespielt wurde eine Einfachrunde. Die vier besten Mannschaften qualifizierten sich für die Oberliga Nord der Folgesaison.

### Tabelle
|    | Mannschaft               | Sp | S  | U | N  | Tore   | Diff. | Pkte |
| -- | ------------------------ | -- | -- | - | -- | ------ | ----- | ---- |
| 1. | Grefrather EC (OL)       | 12 | 11 | 0 | 1  | 148:41 | +107  | 22   |
| 2. | Eintracht Frankfurt (OL) | 12 | 10 | 0 | 2  | 114:39 | +75   | 20   |
| 3. | WSV Braunlage (OL)       | 12 | 7  | 1 | 4  | 84:86  | −2    | 15   |
| 4. | GSV Moers (RL)           | 12 | 6  | 0 | 6  | 92:75  | +15   | 12   |
| 5. | ERC Ludwigshafen (OL)    | 12 | 3  | 0 | 9  | 54:93  | −39   | 6    |
| 6. | VERC Lauterbach (RL)     | 12 | 2  | 1 | 9  | 69:108 | −39   | 5    |
| 7. | ESC Wedemark (RL)        | 12 | 1  | 0 | 11 | 34:163 | −129  | 2    |

Abkürzungen: Sp = Spiele, S = Siege, U = Unentschieden, N = Niederlagen 
Qualifikation zur Oberliga Nord
Der GSV Moers stieg in die Oberliga Nord auf. Der ERC Ludwigshafen musste den Gang in die Regionalliga West antreten.

## Regionalliga Süd

### Modus und Teilnehmer
Der Vorjahresmeister Reichersbeuern verzichtete abermals auf den Aufstieg, daher konnte der Aufsteiger aus Deggendorf in die Oberliga Süd aufsteigen. Die TuS Geretsried, zwei Jahre zuvor in die Oberliga Süd aufgestiegen, kam aus selbiger als sportlicher Absteiger in die Regionalliga Süd zurück. Aus der Bayernliga stiegen Königsbrunn und Fürstenfeldbruck auf.
Erneut spielten die zehn Teilnehmenden Mannschaften in der Hauptrunde mit einer Einfachrunde die Teilnehmer für die Auf- und Abstiegsrunde aus - unter Mitnahme der Punkte und Tore. Die besten sechs Teams der Hauptrunde spielten die beiden Aufsteiger in die Oberliga Süd aus. Der Sieger durfte zudem im Finale der deutschen Regionalliga-Meisterschaft antreten. Die beiden Letztplatzierten Mannschaften der Abstiegsrunde müssen in die Bayernliga.
- TuS Geretsried (Absteiger)
- SC Reichersbeuern (Titelverteidiger)
- SV Hohenfurch
- TSV Lechbruck
- EC Oberstdorf
- EV Pegnitz
- VfL Waldkraiburg
- EV Bad Wörishofen
- TSV Königsbrunn (Aufsteiger)
- EV Fürstenfeldbruck (Aufsteiger)

### Hauptrunde
|     | Mannschaft              | Sp | S  | U | N  | Tore   | Diff. | Pkte |
| --- | ----------------------- | -- | -- | - | -- | ------ | ----- | ---- |
| 1.  | TuS Geretsried (A)      | 18 | 13 | 1 | 4  | 123:67 | +56   | 27   |
| 2.  | SC Reichersbeuern (M)   | 18 | 12 | 2 | 4  | 97:50  | +47   | 26   |
| 3.  | TSV Königsbrunn (N)     | 18 | 12 | 2 | 4  | 111:83 | +28   | 26   |
| 4.  | EV Bad Wörishofen       | 18 | 11 | 2 | 5  | 93:83  | +10   | 24   |
| 5.  | VfL Waldkraiburg        | 18 | 7  | 4 | 7  | 86:81  | +5    | 18   |
| 6.  | SV Hohenfurch           | 18 | 6  | 5 | 7  | 67:86  | −19   | 17   |
| 7.  | EV Pegnitz              | 18 | 7  | 2 | 9  | 95:83  | +12   | 16   |
| 8.  | TSV Lechbruck           | 18 | 3  | 4 | 11 | 55:104 | −49   | 10   |
| 9.  | EV Fürstenfeldbruck (N) | 18 | 2  | 5 | 11 | 61:95  | −34   | 9    |
| 10. | EC Oberstdorf           | 18 | 3  | 1 | 14 | 79:133 | −54   | 7    |

Abkürzungen: Sp = Spiele, S = Siege, U = Unentschieden, N = Niederlagen, (M) = Meister der Vorsaison, (A) = Absteiger, (N) = Aufsteiger 
 Teilnehmer Aufstiegsrunde  Teilnehmer Abstiegsrunde

### Aufstiegsrunde
|    | Mannschaft        | Sp | S  | U | N  | Tore    | Diff. | Pkte |
| -- | ----------------- | -- | -- | - | -- | ------- | ----- | ---- |
| 1. | TuS Geretsried    | 28 | 22 | 2 | 4  | 192:94  | +98   | 46   |
| 2. | SC Reichersbeuern | 28 | 17 | 3 | 8  | 139:90  | +49   | 37   |
| 3. | EV Bad Wörishofen | 28 | 16 | 3 | 9  | 137:102 | +35   | 35   |
| 4. | TSV Königsbrunn   | 28 | 14 | 4 | 10 | 137:132 | +5    | 32   |
| 5. | VfL Waldkraiburg  | 28 | 12 | 7 | 9  | 141:126 | +15   | 31   |
| 6. | SV Hohenfurch     | 28 | 6  | 5 | 17 | 93:163  | −70   | 17   |

Abkürzungen: Sp = Spiele, S = Siege, U = Unentschieden, N = Niederlagen 
 Meister RL Süd, Teilnahme Finale Deutsche Regionalliga Meisterschaft, Aufstieg Oberliga Süd,  Aufstieg Oberliga Süd
Der SC Reichersbeuern verzichtete zum dritten Mal auf den Aufstieg und zog seine Mannschaft nach der Saison sogar in die Natureis-Bayernliga zurück. Der Drittplatzierte EV Bad Wörishofen zog somit als Aufsteiger in die Oberliga Süd nach. Auch der VfL Waldkraiburg zog seine Mannschaft nach der Saison in die Bayernliga zurück.

### Abstiegsrunde
|    | Mannschaft          | Sp | S  | U | N  | Tore    | Diff. | Pkte |
| -- | ------------------- | -- | -- | - | -- | ------- | ----- | ---- |
| 1. | EV Pegnitz          | 24 | 12 | 3 | 9  | 138:116 | +22   | 27   |
| 2. | TSV Lerchbruck      | 24 | 5  | 5 | 14 | 79:136  | −57   | 15   |
| 3. | EC Oberstdorf       | 24 | 6  | 2 | 16 | 118:166 | −48   | 14   |
| 4. | EV Fürstenfeldbruck | 24 | 2  | 6 | 16 | 74:126  | −52   | 10   |

Abkürzungen: Sp = Spiele, S = Siege, U = Unentschieden, N = Niederlagen
Auf Grund des Rückzuges der Mannschaften von Reichersbeuern und Waldkraiburg stieg keine Mannschaft in die Bayernliga ab.

## Deutsche Regionalligameisterschaft

### Halbfinale
Im Halbfinale spielten der Sieger der Regionalliga West und der Sieger der Regionalliga Nord.
| Paarung                  | Gesamt | Hinspiel | Rückspiel |
| ------------------------ | ------ | -------- | --------- |
| GSV Moers – ESC Wedemark | 41-2   | 23:2     | 18:0      |

### Finale
Für das Finale war der Sieger der Regionalliga Süd gesetzt, der Sieger der Regionalliga West setzte sich im Halbfinale durch.
| Paarung                    | Gesamt | Hinspiel | Rückspiel |
| -------------------------- | ------ | -------- | --------- |
| TuS Geretsried – GSV Moers | 19-6   | 13:5     | 6:1       |

TuS Geretsried konnte sich zum ersten Mal den Titel als Deutscher Regionalligameister sichern.